# Dubnica nad Váhom
Pour les articles homonymes, voir Dubnica.
Dubnica nad Váhom (slovaque Dubnica avant 1927 ; allemand Dubnitz an der Waag ; hongrois Máriatölgyes, Dubnic(z) avant 1899) est une commune de Slovaquie située dans la région de Trenčín, district de Ilava.
Elle se trouve sur la rivière Váh, entre les Carpates blanches et les montagnes Strážovské vrchy.

## Histoire
La première mention écrite du village date de 1193.

## Démographie

### Évolution de la population
| Année:               | 1994.  | 2004.   | 2014.   | 2024.    |
| -------------------- | ------ | ------- | ------- | -------- |
| Nombre de personnes: | 26 025 | 25 734  | 24 721  | 21 732   |
| Différence:          |        | -1,11 % | -3,93 % | -12,09 % |

| Année:               | 2023.  | 2024.   |
| -------------------- | ------ | ------- |
| Nombre de personnes: | 21 805 | 21 732  |
| Différence:          |        | -0,33 % |

## Jumelages
- Vác,  Hongrie
- Zawadzkie,  Pologne
- Otrokovice,  République tchèque

## Sport
- FK ZTS Dubnica (football)

## Personnalités liées à la commune
- Pavol Demitra (1974--2011), joueur professionnel slovaque de hockey sur glace
- Martin Valjent (1995-), footballeur slovaque né à Dubnica nad Váhom.